# Gastone Nencini

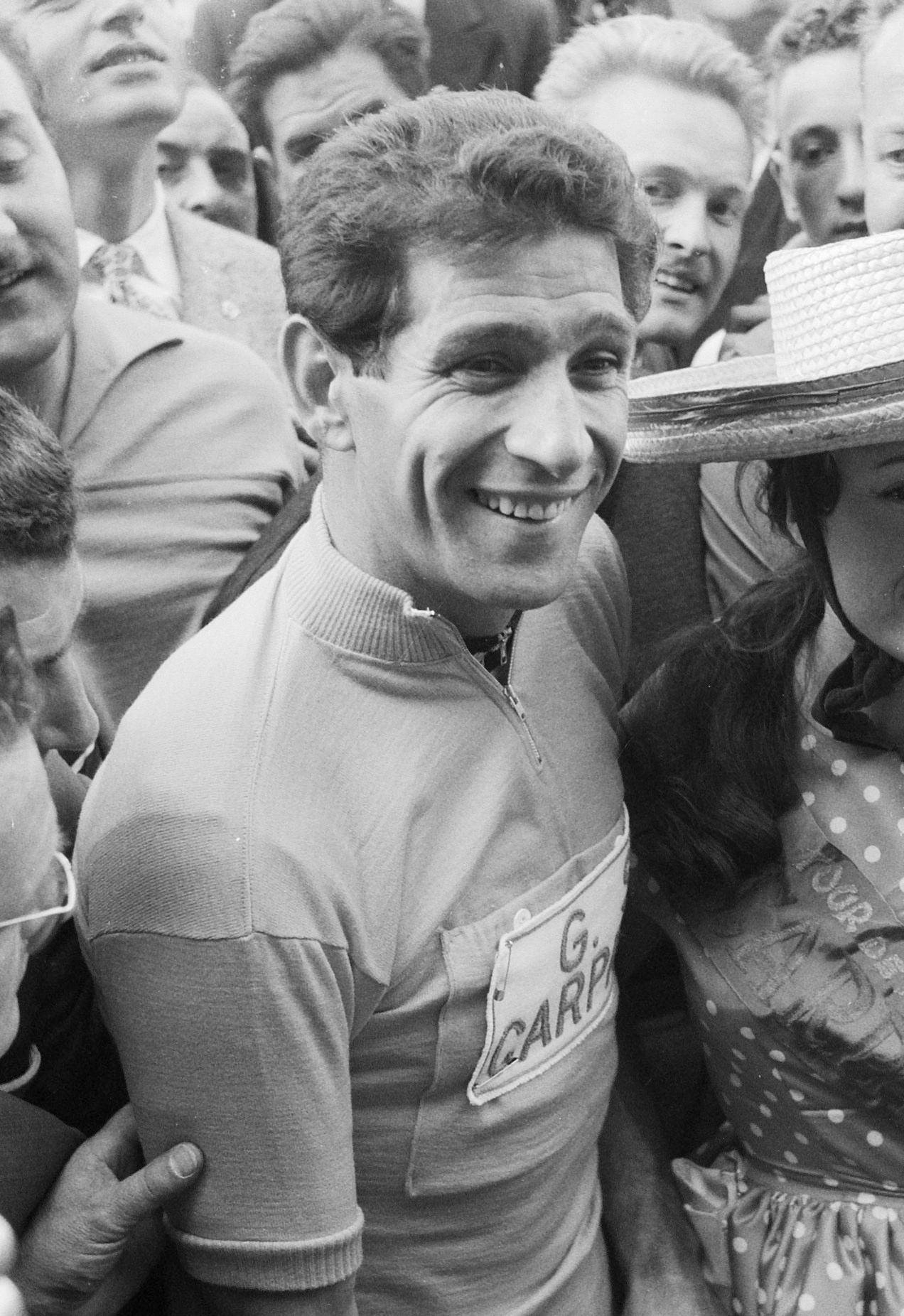
Gastone Nencini (1960)

Gastone Nencini (* 1. März 1930 in Barberino di Mugello; † 1. Februar 1980 in Florenz) war ein italienischer Radrennfahrer. 

## Karriere
1954 wurde er Profi und belegte bei seinem ersten Start beim Giro d’Italia den 16. Platz, kam aber schon 1955 auf Platz 3 der Gesamtwertung. Bei der Straßen-Weltmeisterschaft in der Hitzeschlacht von Rom 1955 konnte er Vierter werden. Zwei Jahre später, 1957, hatte er den Giro d’Italia als überlegener Sieger beendet, wurde 1958 Fünfter und 1959 Zehnter. Sein bestes Jahr hatte er 1960, als er 2. beim Giro d’Italia 1960 und 1. im Gesamtklassement der Tour de France 1960 war. Er gewann bei der Tour de France vier und beim Giro d’Italia sieben Etappen. Der Löwe von Mugello, wie Nencini genannt wurde, war ein sehr guter Kletterer. Nebenbei gilt er als einer der besten Abfahrer der Radsportgeschichte. 
1961 gelang ihm ein letzter von insgesamt 24 Siegen als Berufsfahrer und er konnte sich mit dem 8. Rang bei der Straßen-Weltmeisterschaft noch einmal in der Weltspitze platzieren. 1962 landete er beim Giro d’Italia auf dem 13. Platz und schied 1963 und 1964 jeweils aus. 1965 beendete Nencini seine Karriere im Alter von 35 Jahren.

## Ergebnisse bei Grand Tours
| Grand Tour         | 1954 | 1955 | 1956 | 1957 | 1958 | 1959 | 1960 | 1962 | 1963 | 1964 |
| ------------------ | ---- | ---- | ---- | ---- | ---- | ---- | ---- | ---- | ---- | ---- |
| Giro d’ItaliaGiro  | 16   | 3    |      | 1    | 5    | 10   | 2    | 13   | DNF  | DNF  |
| Tour de FranceTour |      |      | 22   | 6    | 5    |      | 1    | DNF  |      |      |

- Tour 1956 – ein Etappensieg
- Tour 1957 – zwei Etappensiege, Bergpreis-Trikot
- Tour 1958 – ein Etappensieg
- Giro d’Italia – insgesamt sieben Etappensiege